# 身延山インターチェンジ
身延山インターチェンジ（みのぶさんインターチェンジ）は、山梨県南巨摩郡身延町にある中部横断自動車道のインターチェンジ (IC)（地域活性化インターチェンジ）である。
計画当初は予定されていなかったが、旧身延町中南部の利便性を目的に、地域活性化インターチェンジとして追加されたICである。このICは新直轄方式で作られる区間の中にあり、六郷ICから富沢ICの間は、通行料金が無料で供用されている。

## 歴史
- 2010年（平成22年）3月18日：身延町和田地区（南部IC - 身延IC間）に、インターチェンジが追加されることが報じられる[3]。
- 2012年（平成24年）4月20日：身延町和田地区のICが「身延山IC」として国土交通大臣より認可[4][5]。
- 2016年（平成28年）2月26日 : IC名称が「身延山IC」に正式決定[6]。
- 2021年（令和3年）8月29日：南部IC - 下部温泉早川IC間開通に伴い、供用開始[7]。

## 周辺
- 身延山大学
- 身延山高等学校
- 身延山久遠寺
- 七面山

## 接続する道路
- 県道10号富士川身延線
  - 県道とはやや離れているため、連絡路を介して繋がっている。

## 隣
E52 中部横断自動車道
(2) 南部IC - (2-2) 身延山IC -  (3) 下部温泉早川IC